# SS City of Rome
Сита оф Ром (англ. SS City of Rome) — британский трансатлантический лайнер, построенным Barrow Ship Building Company для Inman Line, он строился как самый большой и быстрый лайнер на Североатлантическом маршруте. Inman line вернула лайнер в Barrow-in-Furness всего после шести плаваний из-за его недостаточной эффективности. Anchor Line затем управляла им на различных маршрутах до 1900 года. Он был списан в 1902 году. City of Rome считался самым красивым лайнером, когда-либо пересекавшим Западный океан.